# Jessie Vargas
Jessie Vargas (ur. 10 maja 1989 w Los Angeles) – amerykański pięściarz, były mistrz świata organizacji WBO w wadze półśredniej i WBA w kategorii super lekkiej.

## Kariera
Jako amator stoczył 140 walk (120 wygranych i 20 porażek). Był dwukrotnie amatorskim mistrzem Stanów Zjednoczonych.

## Kariera zawodowa
Zawodowy kontrakt podpisał w 2008 roku. Tego samego roku we wrześniu stoczył pierwszą walkę wśród profesjonalistów - pokonał przez nokaut w pierwszej rundzie Joela Gonzaleza.
Tytuł mistrza świata WBA w kategorii super lekkiej wywalczył 12 kwietnia 2014 roku w Las Vegas pokonując jednogłośnie na punkty niepokonanego wcześniej Khabiba Allakhverdieva (19-0). Pas ten obronił dwukrotnie (pokonując Antona Nowikowa i Antonio DeMarco), a potem zrzekł się pasa i przeniósł się do kategorii półśredniej.
26 kwietnia 2015 roku zawalczył o pas WBO Interim w wadze półśredniej z Timothym Bradleyem (31-1-1, 13 KO). Przegrał tę walkę jednogłośnie na punkty 112-115, 112-116, 111-117.
5 marca 2016 roku w Waszyngtonie pokonał przez TKO w 9 rundzie Sadama Alego (22-0, 13 KO), dzięki czemu został mistrzem świata federacji WBO w wadze półśredniej.
5 listopada 2016 roku w Las Vegas utracił mistrzowski tytuł już w pierwszej obronie, przegrywając na punkty (109-118, 109-118, 113-114) z Mannym Pacquiao (58-6-2, 38 KO).